# Neuroleon (Ganussa) zakharenkoi
Neuroleon (Ganussa) zakharenkoi is een insect uit de familie van de mierenleeuwen (Myrmeleontidae), die tot de orde netvleugeligen (Neuroptera) behoort. 
Neuroleon (Ganussa) zakharenkoi is voor het eerst wetenschappelijk beschreven door Krivokhatsky in 1996.